# Choroba Urbacha-Wiethego
Choroba Urbacha-Wiethego (łac. hyalinosis cutis et mucosae, ang. Urbach-Wiethe disease, lipoid proteinosis) – rzadka choroba genetyczna dziedziczona w sposób autosomalny recesywny, spowodowana mutacją z utratą funkcji w genie ECM1, kodującym białko macierzy pozakomórkowej. Mutacja prowadzi do nieprawidłowości w budowie skóry i błon śluzowych, a także zwapnień w płatach skroniowych (w tym w ciałach migdałowatych). Choroba objawia się bliznowaceniem skóry, grudkami powiek, chrypką, padaczką, zaburzeniami psychicznymi. Opisano około 300 przypadków, z czego około 25% wśród potomków Holendrów i Niemców w Afryce Południowej. Badania neuropsychologiczne i neuroobrazowe nad pacjentami z tą chorobą dowodzą, że symetryczne uszkodzenie ciał migdałowatych prowadzi do poważnych dysfunkcji w przetwarzaniu emocji przy niewielkich deficytach poznawczych. Pierwszy dokładny opis choroby przedstawili w 1929 roku Erich Urbach i Camillo Wiethe.